# Ubychiska
Ubychiska var ett nordvästkaukasiskt språk. Språket dog ut den 7 oktober 1992 då den siste talaren, Tevfik Esenç, avled. Ett utmärkande drag i ubychiskans fonologi är att det bara hade 2 vokaler, men hela 81 konsonanter. Språket studerades bland annat av Georges Dumézil, som även lät spela in åtskilliga ljudupptagningar.